# 卫国大长公主
卫国大长公主（？—1024年），宋太宗第六女。母方贵妃。
至道三年（997年），宋真宗封她为寿昌长公主。大中祥符二年（1009年）11月21日，公主出家修行。名清裕。以宋真宗七妹进封陈国长公主，改吴国长公主，号报慈正觉大师。改楚国长公主，又改邠国长公主。天禧二年（1018年），改建国长公主。乾兴元年（1022年），宋仁宗即位，封姑姑为申国大长公主。天圣二年（1024年），公主薨逝，赐谥号慈明。宋徽宗改号卫国大长公主。政和年间改慈明大长帝姬。